# Itylos grata
Itylos grata är en fjärilsart som beskrevs av Köhler 1934. Itylos grata ingår i släktet Itylos och familjen juvelvingar. Inga underarter finns listade i Catalogue of Life.